# 共同教育課程
共同教育課程（きょうどうきょういくかてい）とは、大学設置基準第43条等において定められている、大学、大学院、短期大学、専門職大学院において、複数の大学が共同で教育プログラムを編成する教育課程のことである。なお、通信教育課程および外国において単位を修得しなければならない課程は対象とならない。

## 概要
経済・社会のグローバル化に伴い、国内だけではなく国際的な大学間競争にさらされることとなったため、複数の大学がそれぞれ優位な教育研究資源を結集し、共同でより魅力ある
教育研究・人材育成を実現するものとして、2009年（平成21年）3月1日に新たな大学間連携の仕組みとして整備された。

## 共同課程の法的基準
共同教育課程の法的基準は、各設置基準において定められており、例えば大学設置基準では第十一章共同教育課程に関する特例（第43条～第49条）において定められている。

## 単位
共同教育課程における単位について、構成大学のうち一の大学において履修した共同教育課程に係る授業科目について修得した単位については、当該構成大学のうち他の大学における当該共同教育課程に係る授業科目の履修により修得したものとそれぞれみなすものとされる。また、共同教育課程の修了要件として、学生にはそれぞれの構成大学において最低限取得すべき単位数について規定があり、以下の単位数に構成大学の数を乗じて得た単位数を取得しなければならない。
| 課程                           | 単位数     |
| ------------------------------ | ---------- |
| 学部（医学・歯学除く）         | 31単位以上 |
| 学部（医学・歯学）             | 32単位以上 |
| 大学院（修士課程・博士課程）   | 10単位以上 |
| 専門職大学院（法科・教職除く） | 10単位以上 |
| 法科大学院・教職大学院         | 7単位以上  |
| 短期大学（2年制）              | 10単位以上 |
| 短期大学（3年制）              | 20単位以上 |

## 学位
学位については、構成大学、大学院、短期大学、専門職大学院の連名による学位が授与される。

## 教員
教員は、いずれかの構成大学、大学院、短期大学、専門職大学院に所属する。必要な専任教員、研究指導（補助）教員の考え方は以下の通り。
大学および短期大学の場合
各構成大学、短期大学に置かれる共同学科を1つの学部とみなして全体の収容定員に応じ算定される合計専任教員数を算定し、合計専任教員数を各構成大学に置かれる共同学科ごとの収容定員の割合に応じて按分（大学別専任教員数）する。ただし、大学別専任教員数が分野ごとに現行の設置基準で考えられ得る最小の教員数（最小専任教員数）に満たないときは、専任教員の数を最小専任教員数とする。
大学院の場合
各構成大学院に置かれる共同専攻を1つの学科とみなして全体の収容定員に応じ算定される合計研究指導（補助）教員数を算定し、合計研究指導（補助）教員数を各構成大学院にかれる共同専攻ごとに収容定員の割合に応じて按分（大学院別研究指導（補助）教員数）する。ただし、大学院別研究指導教員数が分野ごとに現行の設置基準で考えられ得る最小の教員数（最小研究指導教員数）に満たないときは、研究指導教員の数を最小研究指導教員数とする。この場合、最小研究指導教員数から大学院別研究指導教員数を減じた数の研究指導教員は、他の構成大学院に置かれる共同専攻の研究指導教員が兼務できる。
専門職大学院の場合
各構成専門職大学院に置かれる共同専攻を1つの専攻とみなして全体の収容定員に応じ算定される合計専任教員数を算定し、合計専任教員数を各構成専門職大学院に置かれる共同専攻ごとの収容定員の割合に応じて按分（専門職大学院別専任教員数）する。ただし、専門職大学院別専任教員数が分野ごとに現行の設置基準で考えられ得る最小の教員数（最小専任教員数）に満たないときは、専任教員の数を最小専任教員数とする。この場合、最小専任教員数から専門職大学院別研究指導教員数を減じた数の専任教員は、他の構成専門職大学院に置かれる共同専攻の専任教員が兼務できる。

## 学生
学生は、すべての構成大学に所属するが、いずれかの構成大学、大学院、短期大学、専門職大学院に本籍をおく。

## 連合大学院との違い
共同教育課程とおなじように他の大学の協力を得て教育研究を実施する仕組みとして連合大学院がある。連合大学院では共同教育課程と違い、基幹となる研究科に組織を設置し、教員・学生は基幹校に所属し、基幹校の名義の学位を出すという違いがある。

## 共同教育課程をおく大学
末尾の括弧内は設置年。
学部
- 帯広畜産大学（国立）・北海道大学（国立）　共同獣医学課程（2012年）
- 岩手大学（国立）・東京農工大学（国立）　共同獣医学科（2012年）
- 鹿児島大学（国立）・山口大学（国立）　共同獣医学部（2012年）
- 岐阜大学（国立）・鳥取大学（国立）　共同獣医学科（2013年）
- 宇都宮大学（国立）・群馬大学（国立）　共同教育学部（2020年）

大学院
- 東京女子医科大学（私立）・早稲田大学（私立）　共同先端生命医科学専攻（2010年）
- 東京都市大学（私立）・早稲田大学（私立）　共同原子力専攻（2010年）
- 東京農工大学（国立）・早稲田大学（私立）　共同先進健康科学専攻（2010年）
- 愛知教育大学（国立）・静岡大学（国立）　共同教科開発学専攻（2012年）
- 秋田大学（国立）・秋田県立大学（公立）　共同ライフサイクルデザイン工学専攻（2012年）
- 名古屋工業大学（国立）・名古屋市立大学（公立）　共同ナノメディシン科学専攻（2013年）
- 千葉大学（国立）・東京医科歯科大学（国立）・高知県立大学（公立）・兵庫県立大学（公立）・日本赤十字看護大学（私立）　共同災害看護学専攻（2014年）
- 九州大学（国立）・北海道大学（国立）　北海道大学大学院工学院・九州大学大学院工学府共同資源工学専攻（2017年）
- 東京外国語大学（国立）・東京農工大学（国立）・電気通信大学（国立）　共同サステイナビリティ研究専攻（2019年）